# Abdullah Öztürk
Abdullah Öztürk (* 1. Oktober 1989 in Of, Provinz Trabzon) ist ein türkischer Para-Tischtennisspieler der Wettkampfklasse TT4. Er ist Paralympiasieger, fünffacher Europameister und zweifacher Vize-Weltmeister. Seit Juni 2019 führt er ununterbrochen die IPTTF-Weltrangliste seiner Klasse an.

## Werdegang
Abdullah Öztürk wurde mit Muskeldystrophie Duchenne geboren. Im Alter von acht Jahren zog er mit seiner Familie nach Ankara, um dort eine sportliche Karriere zu beginnen. Zunächst spielte er Rollstuhlbasketball. 2012 qualifizierte er sich erstmals für die Paralympics, scheiterte jedoch im Einzel und mit der Mannschaft vorzeitig. 2016 nahm er erneut teil, wurde Paralympiasieger im Einzel und sicherte sich mit der Mannschaft die Bronzemedaille. Bei Europameisterschaften gewann der Türke insgesamt fünfmal Gold, viermal Silber sowie einmal Bronze. Ein Goldmedaillengewinn bei Weltmeisterschaften blieb ihm bisher verwehrt, konnte allerdings zweimal Silber holen. Im Jahr 2019 errang Öztürk den 1. Platz der Finland Open, Polish Open und Dutch Open. Er arbeitet neben seiner Karriere als Trainer im TOHM-Zentrum für Behinderte in der Jugend- und Sportdirektion in Ankara.

## Titel und Erfolge im Überblick

### Paralympische Spiele
- 2016 in Rio de Janeiro: Gold in der Einzelklasse 4, Bronze mit der Mannschaft in Klasse 4–5

### Europameisterschaften
- 2011 in Split: Bronze in der Einzelklasse 4, Silber mit der Mannschaft in Klasse 4
- 2013 in Lignano: Gold in der Einzelklasse 4, Silber mit der Mannschaft in Klasse 4
- 2015 in Vejle: Silber in der Einzelklasse 4, Gold mit der Mannschaft in Klasse 4
- 2017 in Lasko: Silber in der Einzelklasse 4, Gold mit der Mannschaft in Klasse 4
- 2019 in Helsingborg: Gold in der Einzelklasse 4, Gold mit der Mannschaft in Klasse 4

### Weltmeisterschaften
- 2010 in Gwangju: Bronze mit der Mannschaft in Klasse 4
- 2014 in Peking: Silber mit der Mannschaft in Klasse 5
- 2018 in Lasko: Silber in der Einzelklasse 4

### Kleinere Turniere
- Dutch Open 2019: Gold in der Einzelklasse 4, Gold mit der Mannschaft in Klasse 4–5
- Finland Open 2019:  Gold in der Einzelklasse 4, Gold mit der Mannschaft in Klasse 4–5
- Polish Open 2019: Gold in der Einzelklasse 4